# صقر برتقالي الصدر
صقر برتقالي الصدر (الاسم العلمي: Falco deiroleucus) هو نوع من جنس صقر.